# Festival d'Avignon 2005
La 59e édition du Festival d'Avignon s'est déroulée du 8 juillet au 27 juillet 2005, sous la direction depuis 2004 d'Hortense Archambault et Vincent Baudriller. 
L'artiste associé à cette édition était Jan Fabre qui présentait quatre spectacles (L'histoire des larmes et Je suis sang à la Cour d'honneur du Palais des papes ainsi que L'empereur de la perte et Le Roi du plagiat au Théâtre municipal) et une exposition For intérieur à la Maison Jean Vilar.
Cette saison est connue pour avoir suscité des polémiques et de vives réactions (de la part de certains spectateurs, médias, intellectuels, etc.), au point que le journal Libération évoquait La querelle d'Avignon en une de son édition du 23-24 juillet 2005. Parmi ces réactions, on peut noter celle d'une spectatrice qui s'est exclamée pendant la représentation de AFTER/BEFORE de Pascal Rambert : « Mais qu'est-ce qu'on vous a fait pour que vous nous infligiez cela ! »
Cette édition a donné naissance à des ouvrages comme Le cas Avignon 2005 coordonné par Georges Banu et Bruno Tackels, Sur le pont d'Avignon de Régis Debray ou encore à des recherches universitaires, notamment ces deux mémoires : La problématique de l'Avignon 2005 de Sabine Stroube et La presse du Festival d’Avignon 2006 : un état des lieux des relations entre le Festival d’Avignon et la presse française un an après la polémique de 2005 de Julie Briand. Ceux-ci reviennent sur la programmation, l'emballement médiatique et les réactions des spectateurs.

## Caractéristiques de la programmation
Les spectacles se caractérisent (on le voit dans la brochure publiée par le Festival d'Avignon) par leur appartenance à plusieurs disciplines, alors qu'elles sont traditionnellement séparées par les institutions spécifiques qui en permettent la création et la diffusion. Comme le note Julie Briand, en 2005, seuls 13 spectacles sur 39 au total sont étiquetés comme étant uniquement du théâtre. Cette pluridisciplinarité généralisée (et la disparition relative d'un théâtre monodisciplinaire, surtout dans la Cour d'honneur du Palais des papes) est une des raisons expliquant les réactions parfois violentes qui ont surgi contre cette édition du Festival d'Avignon. Elle explique aussi l'organisation des listes ci-dessous, retraçant la 59e édition. 

### Spectacles monodisciplinaires en théâtre
Cette liste suit l'ordre d'apparition des spectacles dans la brochure du Festival d'Avignon
- L’Empereur de la perte et Le Roi du plagiat de Jan Fabre (Théâtre Municipal)
- Les Vainqueurs d’Olivier Py (Gymnase du lycée René Char)
- Hamlet et Face au mur mis en scène par Hubert Colas (respectivement au Gymnase Aubanel et au Jardin de la rue de Mons)
- La Mort de Danton et La vie de Galilée de Jean-François Sivadier (Cour du lycée Saint-Joseph)
- Le Cas de Sophie K. de Jean-François Peyret (Tinel de la Chartreuse)
- B.#03 Berlin et BR.#04 Bruxelles de Romeo Castellucci (respectivement au Théâtre Municipal et au Gymnase du lycée René Char)
- Anéantis mis en scène par Thomas Ostermeier (Cloître des Carmes)
- Kroum de Krzysztof Warlikowski (Cour du lycée Saint-Joseph)
- Marie Eternelle Consolation d’Arne Sierens (Gymnase de Vincent de Paul)

### Spectacles pluridisciplinaires
Cette liste suit l'ordre d'apparition des spectacles dans la brochure du Festival d'Avignon
- L'Histoire des larmes et Je suis sang (conte de fées médiéval) de Jan Fabre (Cour d'honneur du Palais des papes) : théâtre, danse, musique
- frère&sœur de Mathilde Monnier  (Cour d'honneur du Palais des papes) : danse,  musique
- La Place du singe de et avec Christine Angot & Mathilde Monnier (Cloître des Célestins) :  danse, théâtre
- Mue. Mélopée de la Coopérative 360 & la Communauté Xavante d'Ẽtênhiritipa (Château de Saumane) : théâtre, musique
- AFTER/BEFORE de Pascal Rambert (Gymnase Aubanel) : théâtre, danse, musique, vidéo
- Puur de Win Wandekeybus (Carrière de Boulbon) : théâtre, danse, cinéma
- Anathème de Jacques Delcuvellerie (Cloître des Célestins) : théâtre, musique
- L'insulte faite au paysage de Jean-Michel Bruyère (Église des Célestins) : théâtre, musique, vidéo, arts plastiques
- Si Poteris Narrare, Licet de Jean-Michel Bruyère (Porte Flamande) : cinéma, arts plastiques
- Crescita XII Avignon et Crescita XIII Avignon de Romeo Castellucci (respectivement au studio de l'Institut Supérieur des Techniques du Spectacle ISTS et au départ de la Grande Poste d'Avignon) : théâtre, performance
- The Biography Remix de Marina Abramović et Michael Laub (Théâtre Benoît-XII) : théâtre, performance
- Installations vidéo de Marina Abramović (Chapelle Saint Charles) : arts plastiques, performance, vidéo
- Une belle enfant blonde de Gisèle Vienne et Dennis Cooper (Chapelle des Pénitents blancs) :  théâtre, danse, musique, arts plastiques
- I Apologize de Gisèle Vienne (Chapelle des Pénitents blancs) : théâtre, danse, musique, arts plastiques
- dieu& les esprits vivants de Jan Decorte (Chapelle des Pénitents blancs) : théâtre, musique
- Federman's de Louis Castel & Raymond Federman (Salle des 25 Toises de la Chartreuse) : théâtre, vidéo
- soit le puits était profond, soit ils tombaient très lentement, car il est eurent le temps de regarder tout autour. de Christian Rizzo (Cloître des Carmes) : danse, musique, théâtre
- You made me a monster de William Forsythe (Gymnase Vincent de Paul) : vidéo, performance
- Needlapb 10 de Jan Lauwers (Cloître des Célestins) : théâtre, danse, musique, vidéo
- Last Landscape de Joseph Nadj (Chapelle du lycée Saint-Joseph) : danse, musique

### Spectacles monodisciplinaires autre qu'en théâtre
Cette liste suit l'ordre d'apparition des spectacles dans la brochure du Festival d'Avignon
- For intérieur de Jan Fabre (exposition à la Maison Jean Vilar) : arts plastiques
- Miss Knife chante Olivier Py d'Olivier Py (Théâtre Municipal) : musique
- Solo Tour 2005 d'Arno (Chapelle des Pénitents blancs) : musique
- Apollinaire par Jean-Louis Trintignant (Cour d'honneur du Palais des papes) : poésie